# 持續經營
持續經營（英語：going concern），是一個會計學的概念，泛指一個企業可以在可見的將來（通常是12個月內）維持的業務持續運作，而沒有破產的意圖或風險。
會計師及審計師通常對企業的持續經營狀況進行定期評估，使財務報表使用者了解企業的財務狀況，让使用者能够做出正确的经济决策。